# Autogneta masahitoi
Autogneta masahitoi är en kvalsterart som beskrevs av Aoki 1963. Autogneta masahitoi ingår i släktet Autogneta och familjen Autognetidae. Inga underarter finns listade.